# ランダム・ホールド
ランダム・ホールド（Random Hold）は、1977年から1980年にかけて活動したイギリスのロック・バンド。
最初のラインナップは、デヴィッド・ファーガソン（キーボード）とデヴィッド・ローズ（ギター、ボーカル）、そしてサイモン・エインリー（ギター、ボーカル）、ビル・マコーミック（ベース）とデヴィッド・リーチ（ドラム）をフィーチャーしていた。一握りほどのギグを行った後、レコード会社の興味を引くことに成功し、バンドはポリドール・レコードと契約した。

## 略歴
1976年の終わりごろ、ダリッジ・カレッジの同級生であるデヴィッド・ファーガソン（キーボード）とデヴィッド・ローズ（ギター）が音楽ユニットを結成した。フィル・マンザネラ（ダリッジ・カレッジの卒業生）とブライアン・イーノをフィーチャーしたバンド「801」のギグを観に行った後のことである。2人のデヴィッドは、801があまりにも主流であり、そのメンバーたちの才能を十分に発揮していないこと、そして自分たちなら自分たち自身でもっとうまくやることができるのではないかということを感じていた。2人のデュエットは最初、「Manscheinen」という名前を冠して、実験的で電子的なジャンルの音楽を演奏していた。
もう1人のダリッジ・カレッジの卒業生、サイモン・エインリー（Eric Smith Explosion、801）が1978年4月にギター担当として加わり、その後、8月にはビル・マコーミックもベースとして加わった。マコーミックは、クワイエット・サン、マッチング・モウル、そして801と幅広いバンドで演奏しており、かなりの音楽的な系譜をすでに持っていた。最初のドラマーで、後にビジネスの第一人者となるAndrew "Ernie" Wilemanは、Traveling Band、Pussy、The Storm In A Teacup Band、そしてRothko（すべてがサーキットやダリッジでよく知られていたバンド）に所属したことのある人物だったが、音楽性の違いにより脱退した。さまざまな代わりのドラマーを試して無限と思われるようなオーディションを行った後、バンドはついにデヴィッド・リーチを採用することとなった。
5人によるラインナップは、メンバー間でボーカルを分担し、非常に暗い、ポストパンクのサウンドを生み出した。1978年12月、『メロディ・メイカー』誌のアラン・ジョーンズによってインタビューされたのが、音楽出版物での最初の大きな露出だった。1979年3月19日、数多くの企業との必死の交渉によって、バンドはレコーディングを目的とするポリドール・レコードとの契約にサインした。出版についてはトニー・ストラットン・スミスのHit and Run Musicと、マネージメントについてはGailforceのゲイル・コルソンと、それぞれ別々の契約がそこから2か月間にわたって結ばれた。ピーター・ガブリエルと仕事する可能性を探った後、コルソンは1979年7月にランダム・ホールドのファースト・アルバムのレコーディングを手配した。本作はGailforceに所属するアーティスト、ピーター・ハミルによってプロデュースされた。
しかしながら、6月にはラインナップが再び変わることとなった。リーチが健康上の問題のために、元グリッター・バンドのピーター・フィップスと交代した。サイモン・エインリーは、その軽くポピーの花のようなスタイルがバンドに合わないとして解任された。この変更によって、デヴィッド・ローズがリード・ギタリストを務めることになった。ポリドールがシングルのリリースを望み、「Etceteraville」が選ばれ、10月にリリースされた。ロンドンのマーキー・クラブでの定期的なギグは好意的に評価され、XTCとのツアーではさらにバンドが良くなってきていると見なされていたが、次のリリース作品となった5曲入りEP『Avalanche』の売り上げは悪かった。フル・アルバム『The View From Here』は、1980年2月にピーター・ガブリエルとの1ヶ月のツアーが開始される時期にリリースされ、いくつかの好意的なレビューを得た。しかし、ポリドールは、ツアー終了後間もなくしてバンドを降ろすと発表した。
バンドは前払いで残された作業をし続け、1980年6月から7月にかけてガブリエルと一緒のアメリカ・ツアーを予定しており、出版とマネージメントの会社をいまだに持っていた。ツアーに合わせて、ある会社（Passport Records）がアメリカでアルバムを配給していることも判明した。しかし、イギリスに戻ると、2人のデヴィッドはスタイルの違いからマコーミックを解雇した。マコーミックは個人的に最初にバンドへと投資したお金をGailforceに請求し取り戻した。そしてランダム・ホールドはというと、力を無くし動作不能のままとなっていた。
「メロディ・メイカー、1980年8月16日：先週号でランダム・ホールドは新しいベース奏者を探していました。今週はまた新しいキーボード奏者、ドラマーそしてギタリストを探しています。言い換えれば、ランダム・ホールドは解散しました」。
数週間の内に、バンドのメンバーはさまざまな方法で活動を再開した。ローズはピーター・ガブリエルのリード・ギタリストとしての地位を固めた。ファーガソンはRCAとの契約にサインし、1981年から1982年にランダム・ホールド名義で新しいバンドを復活させた。そのラインナップは、ピート・フィップス（ドラム）、ナイジェル・ハーディに代わってアンディ・プリンス、そして後にマーティン・スゥエイン（ベース）、スティーヴ・ウィルキン（ギター）、スーザン・レイヴン（ボーカル）となっていた。彼らはアルバム『Burn the Buildings』をリリースした。
ファーガソンは、ダブル・アルバム『Avalanche』（1982年以前にリリースされたすべてのマテリアルを含む）のコピーを数百枚持つことができた。 2001年のヴォイスプリントによるCD『ヴュー・フロム・ヒア』は1982年以前にリリースされた作品の完全版といくつかのライブ音源をまとめたもので、アルバム『Over View』はバンドの進化の過程を示す音源をアーカイヴしており、それは主にマコーミックによって作成されたものだった。

## 最近のニュース
ローズは、ピーター・ガブリエル・バンドのメンバーとして活動を続けている。フィップスは、2枚のXTCのアルバムでドラムを演奏し、ロジャー・チャップマン、ユーリズミックス、マイク・ラザフォードとも演奏した。
マコーミックはしばらく音楽プロデューサーとして仕事していたが、自由民主党における政治的キャリアを選び、音楽活動から引退した。リーチはテレビ局の幹部になっている。エインリーは現在、造園家として仕事をしている。
デヴィッド・ファーガソンは、2009年に亡くなるまで、映画とテレビのスコアの作曲家として働いた。

## ディスコグラフィ

### スタジオ・アルバム
- Etceteraville (1979年)
- The View from Here (1980年)
- Burn the Buildings (1982年)

### コンピレーション・アルバム
- Avalanche  (1981年)
- 『ヴュー・フロム・ヒア』 - The View from Here (2001年) ※1982年以前にリリースされた作品とライブ音源で構成
- Over View (2001年) ※1977年-1980年のデモやスタジオ音源のコレクション
- Differing Views (2009年) ※『Burn the Buildings』全曲を含むこの時期のデモ音源等のコレクション
- View With Suspicion (2009年) ※未発表曲集